# Chaudhry Nisar Ali Khan
Chaudhry Nisar Ali Khan ist ein pakistanischer Politiker, der von 2013 bis 2017 als Innenminister diente. Als ehemaliger Führer der Pakistan Muslim League war Khan zwischen 1985 und Mai 2018 Mitglied der Nationalversammlung.